# Montserrat Arcos Velázquez
Montserrat Alicia Arcos Velázquez (Tamaulipas, 5 de junio de 1982) es una política mexicana, miembro del Partido Revolucionario Institucional (PRI). Ha sido en dos ocasiones diputada federal y en una al Congreso de Tamaulipas.

## Biografía
Es licenciada en Derecho y maestra en Administración Pública, ambas por la Universidad Autónoma de Tamaulipas; misma institución en la que ejerció como docente de Derecho Fiscal, Justicia Alternativa, Derecho Electoral y Administración Pública en la Facultad de Derecho.
Entre 2001 y 2003 laboró en agencias del ministerio público y el Juzgado Tercero de lo Penal. En 2004 comenzó su carrera política como líder del Frente Juvenil Revolucionario en Ciudad Madero, Tamaulipas, y posteriormente fue consejera política municipal, estatal y nacional, así como participante en varias campañas políticas.
Fue directora de Deportes de Ciudad Madero de 2005 a 2007 en el ayuntamiento presidido por José Guadalupe González Galván y de 2007 a 2010 ejerció su primer cargo de elección popular como regidora del ayuntamiento presidido por Sergio Arturo Posadas Lara. Simultáneamente en 2007 fue secretaria general del comité municipal del PRI y entre este año y 2011 ocupó numerosos cargos en la estructura interna y campañas del PRI, entre ellas coordinadora estatal de síndicos y regidores del comité estatal.
De 2011 a 2012 fue directora general de Desarrollo Social en el ayuntamiento que encabezaba Jaime Turrubiates Solís. Renunció a éste cargo para ocupar una curul en la LXI Legislatura del Congreso del Estado de Tamaulipas para la que había sido electa como suplente en 2011; en 2012 la titular, Anastacia Guadalupe Flores Valdés, solicitó licencia y Montserrat Arcos la sustituyó hasta el fin del periodo constitucional en 2013. De 2012 a 2013 fue además delegada del comité estatal del PRI en Altamira y de 2013 a 2015 fue secretaria de Inclusión y Participación Social del comité ejecutivo nacional del Movimiento Territorial del PRI.
Entre 2015 y 2018 fue por primera ocasión diputada federal. Fue electa por la vía de la representación proporcional a la LXIII Legislatura. En ella fue secretaria de las comisiones de Deporte; y, de Desarrollo Metropolitano; así como secretaria del comité de Información, Gestoría y Quejas; e integrante de las comisiones Contra la trata de personas; Para el fomento de los programas sociales para los adultos mayores; y, de Turismo. El 10 de abril de 2018 recibió licencia al cargo, sin embargo al día siguiente, 11 de abril, se reincorporó a su cargo.
De 2020 a 2021 fue presidenta del Organismo Nacional de Mujeres Priístas (ONMPRI). Dejó el cargo para ser en segunda ocasión diputada federal, por la misma vía de la representación proporcional a la LXV Legislatura que concluyó en 2024. En ésta legislatura fue secretaria de la comisión de Equidad de Género; y de Protección Civil y Prevención de Desastres; así como integrante de la comisión de Presupuesto y Cuenta Pública.